# Estação Ferroviária de Amoreiras-Odemira
A estação ferroviária de Amoreiras-Odemira, originalmente conhecida como de São Martinho das Amoreiras e depois apenas como de Amoreiras ou das Amoreiras, é uma interface da Linha do Sul, que serve nominalmente as localidades de São Martinho das Amoreiras e Odemira, no distrito de Beja, em Portugal.

## Descrição

### Localização e acessos
Esta interface situa-se na localidade ferroviária de Amoreiras-Gare, distando, para noroeste, cerca de cinco quilómetros da aldeia homónima e sensivemente à mesma distância da sede da freguesia local e localidade nominal histórica — São Martinho das Amoreiras. A localidade nominal secundária e sede do concelho, Odemira, situa-se para oés-sudoeste, distante quase trinta quilómetros.

### Infraestrutura
Esta interface apresenta duas vias de circulação, numeradas I e II, ambas com comprimento de 609 m e acessíveis por plataforma de 80 m de comprimento e 685 mm de altura; existe ainda uma via secundária, identificada como III, com comprimento de 237 m; todas estas vias estão eletrificadas em toda a sua extensão. O edifício de passageiros situa-se do lado sul da via (lado esquerdo do sentido ascendente, para Tunes).

### Serviços
Em dados de 2023, esta interface é servida por comboios de passageiros da C.P. de tipo intercidades com uma circulação diária em cada sentido entre Faro e Lisboa-Oriente.

## História

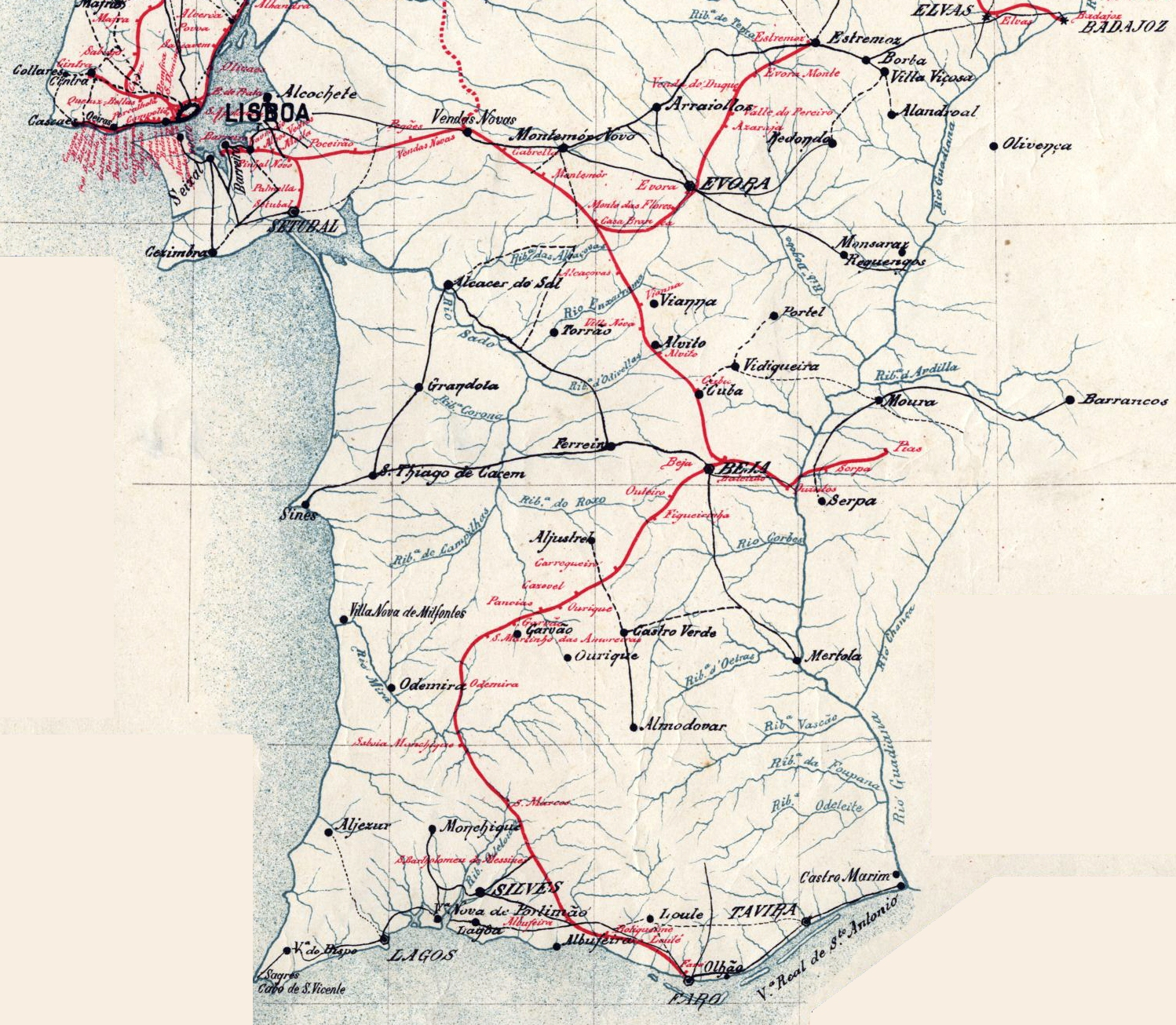
Mapa da rede ferroviária do Sul e Sueste em 1895, onde esta estação surge com o nome de São Martinho das Amoreiras.

O lanço entre Casével e Amoreiras entrou ao serviço em 3 de Junho de 1888,
Nesta época a freguesia de São Martinho das Amoreiras ainda pertencia ao concelho de Ourique, mas devido à sua situação geográfica a estação já servia o concelho de Odemira. Com efeito, em Junho desse ano a autarquia pediu à Direcção-Geral dos Correios, Telégrafos e Faróis que a ambulância postal passasse a vir até à estação de Amoreiras em vez da de Casével, porque desta forma o estafeta do correio de Odemira percorreria uma distância muito inferior, permitindo que a correspondência de Lisboa chegasse ainda no mesmo dia à vila, melhorando os serviços e reduzindo as despesas. Em resposta, a Direcção-Geral afirmou que na estação de Amoreiras não existiam quaisquer comodidades para os seus empregados poderem dormir, pelo que só poderia prolongar os seus serviços além de Casével quando existissem condições para tal. Em Agosto, a Câmara Municipal argumentou que na estação das Amoreiras já existia uma hospedaria, pelo que as ambulâncias postais já poderiam seguir até aquele ponto. Segundo o historiador António Martins Quaresma, esta hospedaria seria mais provavelmente algum quarto alugado num monte perto da estação, uma vez que só várias décadas depois é que se formou ali um povoado.
A estação foi o terminal provisório do Caminho de Ferro do Sul até 1 de Julho de 1889, data em que abriu o tramo seguinte, até Faro. Originalmente denominava-se de Amoreiras, sendo o nome de Odemira atribuído à estação de Luzianes.
Devido à falta de estradas entre as estações e a vila de Odemira e outras povoações, o caminho de ferro não pôde servir convenientemente este concelho, nos primeiros anos. Por exemplo, a estação das Amoreiras distava cerca de 4,5 Km por via rodoviária até à povoação de São Martinho, sendo o acesso feito por caminhos muito deficientes, principalmente no Inverno, gerando muitas queixas por parte dos habitantes. Em 1901, estava a ser estudada a Estrada Distrital n.º 190, de Castro Verde a Colos por Ourique, que passaria junto à estação de Amoreiras. No entanto, em 1903 esta estação ainda não estava ligada à vila, por via rodoviária. Em 20 de Agosto de 1913, o jornal Ecos do Mira pediu ao deputado António dos Santos Silva que interviesse no sentido de promover a realização de vários melhoramentos no concelho, incluindo a construção da estrada entre São Martinho e a estação de Amoreiras. Ainda assim, este alvitre não foi atendido, uma vez que em 1915 o jornal Rumores d’Aldeia criticou a falta de uma estrada entre estes dois pontos. Porém, a estrada só foi instalada na década de 1930, tendo sido aprovada, em 1934, a execução de terraplanagens e da camada de fundação desta via. Em 1939, a Companhia dos Caminhos de Ferro Portugueses fez obras de reparação no edifício da estação.
A presença do caminho de ferro, em conjunto com os problemas de comunicações rodoviárias impulsionaram em parte a formação de novos povoados em redor das estações, como sucedeu em Amoreiras e Luzianes. Com efeito, em 1911 a aldeia de Amoreiras-Gare tinha apenas três fogos, mas cerca de trinta anos depois já eram 43 fogos, e 125 em 1960. Além disso, também se afirmou como um pólo industrial, tendo sido uma das povoações no concelho de Odemira que mais se desenvolveram em termos da instalação de moagens motorizadas, entre os finais do século XIX e a primeira metade do século XX. Com efeito, de acordo com o Anuário Comercial de 1925, em Amoreiras-Gare situava-se uma destas unidades, conhecida como Empresa de Moagem do Verdelho. Na edição de 1911 do Anuário Comercial refere-se a existência de várias empresas de exportação de frutas e comercialização de ovos, que segundo o historiador António Martins Quaresma certamente utilizavam a estação de Amoreiras.
Um diploma de 7 de Agosto de 1956 da Direcção Geral de Transportes Terrestres, publicado no Diário do Governo n.º 192, II Série, de 14 de Agosto, aprovou o projecto para a expansão e modificação da estação de Amoreiras, tendo neste sentido determinado a expropriação de seis parcelas de terreno, situadas entre os PKs 226+124,40 e 227+643,22.

Em Janeiro de 2011, possuía duas vias de circulação, ambas com 611 m de comprimento, e contava com duas plataformas, tendo a primeira 65 a 30 cm de altura e 70 a 58 m de comprimento, e a segunda 65 cm de altura e 70 m de comprimento — valores mais tarde alterados para os atuais.
Em Julho de 2024, a autarquia de Odemira iniciou obras de reabilitação em quatro antigas casas de ferroviários em Amoreiras-Gare, na sequência de um acordo com a operadora Infraestruturas de Portugal, que passariam a ser utilizadas como habitações.